# Катедрала Светог Марка у Корчули
Катедрала Светог Марка у Корчули је централна катедрала у граду Корчули у Републици Хрватској. Посвећена је Светом Марку, а саграђена је 1406. године.
Грађена је од почетка 15. до средине 16. вијека. Први подаци о мајсторима потичу са почетка 15. вијека кад се међу њима помиње Хранић Драгошевић и други мајстори. Године 1412. помиње се и Бонино де Милано као градитељ, уз ове мајсторе помиње се и Марко Андријић који је према уговору 1481. градио врх звоника цркве. Катедрала је изграђена као тробродна базилика романичког, напуљског типа. У 18. вијеку по налогу бискупа Јосипа Косирића базилика је измјенила првобитни изглед низом захвата. У савременом добу катедрала је уређена бронзаним кипом Исуса Христа , дјело хрватског вајара Фране Кршинића . Кип се налази у крстионици катедрале.